# Młodzieżowe Mistrzostwa Polski w piłce nożnej plażowej 2013
Młodzieżowe Mistrzostwa Polski w piłce nożnej plażowej 2013 – turniej piłki nożnej plażowej, który odbył się w dniach 2 – 4 sierpnia 2013 roku na usteckiej plaży, w którym został wyłoniony Młodzieżowy Mistrz Polski. Jest to druga edycja, która gościła w Ustce.

## Drużyny
| Zespół               | Liczba występów w MMP |
| -------------------- | --------------------- |
| Hemako Sztutowo      | 8                     |
| Laktoza Łyszkowice   | 2                     |
| UKS Milenium Gliwice | 4                     |
| SMS Team Słupsk      | 2                     |
| Wodomex Bojano       | 2                     |

## Klasyfikacja końcowa
| Lp. | Zespół               |
| --- | -------------------- |
| 1.  | Hemako Sztutowo      |
| 2.  | UKS Milenium Gliwice |
| 3.  | SMS Team Słupsk      |
| 4.  | Wodomex Bojano       |
| 5.  | Laktoza Łyszkowice   |

## Nagrody indywidualne
Najlepszy bramkarz:  Patryk Nowak (UKS Milenium Gliwice)

Najlepszy strzelec: Krzysztof Klein, Maciej Świderski, Maciej Daniluk (po 6 bramek) (Hemako Sztutowo)

Najlepszy zawodnik: Maciej Daniluk (Hemako Sztutowo)